# Catopsis nutans
Espèce
Catopsis nutans est une espèce de plantes à fleurs de la famille des Bromeliaceae. C'est une plante tropicale largement répandue en Amérique du Nord, en Amérique centrale, en Amérique du Sud et dans la Caraïbe et décrite en 1864.

## Synonymes
- Catopsis fulgens Griseb.
- Catopsis stenopetala Baker
- Catopsis tenella Mez
- Catopsis vitellina (Klotzsch) Baker
- Pogospermum flavum Brongn.
- Pogospermum nutans (Sw.) Brongn.
- Tillandsia cornucopia Bertero ex André
- Tillandsia nutans Sw.
- Tillandsia vitellina Klotzsch
- Tussacia vitellina (Klotzsch) Beer

## Distribution
L'espèce est largement répandu en Amérique du Nord, notamment aux États-Unis (Floride), au Mexique, en Amérique centrale, notamment au Belize, au Costa Rica,au Guatemala, au Honduras, au Nicaragua, au Panama et Salvador, dans la partie septentrionale de l'Amérique du Sud, notamment en Colombie, en Équateur et au Venezuela et enfin, dans la Caraïbe, notamment à Cuba, à la Jamaïque et enfin sur l'île d'Hispaniola comprenant la République dominicaine et Haïti. 

## Description
L'espèce est épiphyte.